# HNLMS K XVII
Le HNLMS K XVII ou Zr.Ms. K XVII est un sous-marin de la classe K XIV en service dans la Koninklijke Marine (Marine royale néerlandaise) pendant la Seconde Guerre mondiale.  

## Historique

### Mise en service et service dans les Antilles néerlandaises
La quille du HNLMS K XVII a été posée à l'eau à Rotterdam, au chantier naval de Wilton-Fijenoord, le 1er juin 1931, en même temps que son navire jumeau K XVIII. Le lancement du sous-marin a eu lieu le 26 juillet 1932 et le 19 décembre 1933, le K XVII a été mis en service dans la Marine royale néerlandaise. En tant que sous-marin de la série K, le K XVII avait pour but d'être actif dans les eaux entourant les Antilles néerlandaises. Cependant, avant son départ pour les Antilles néerlandaises, il a d'abord fait partie de l'escadre Oostzee de la Marine royale néerlandaise entre le 20 juin et le 1er août 1934. Les autres navires qui faisaient partie de cette escadre étaient le HNLMS Hertog Hendrik, Evertsen, Z 5 ; un autre sous-marin de la classe K XIV, à savoir le K XVIII. Dans le cadre de l'escadre navale Oostzee, le K XVII a fait escale dans plusieurs ports et havres reliés à la mer Baltique, tels que Gdynia, Königsberg, Riga et Copenhague.
Le 7 janvier 1935, le K XVII et son navire jumeau (sister ship), le K XVI, ont été envoyés aux Indes orientales néerlandaises où ils sont arrivés le 26 mars 1935 à Padang. Au cours de ce voyage, les deux sous-marins étaient sous le commandement du luitenant ter zee 1e klasse (LTZ1) J.A. de Gelder et ont visité plusieurs ports, tels que Lisbonne (14-18 janvier), Gibraltar (20 janvier), Naples (25-30 janvier), Alexandrie (5-11 février), Port Saïd (12 février), Ismaïlia (12-13 février), Suez (13-15 février), Aden (23-28 février), Colombo (?-18 mars). Dans chaque port qu'ils ont visité pendant plus de deux jours, des réunions ont été organisées, au cours desquelles le drapeau national néerlandais a été montré dans le cadre de la promotion des Pays-Bas. Outre cette "promotion des Pays-Bas", les réunions ont également donné lieu à des fêtes et à des dîners. L'équipage a entre-temps effectué certaines visites au cours de son séjour dans les différents ports. Par exemple, l'équipage a visité la Pyramide de Khéops alors que le navire était à quai dans le port d'Alexandrie, et la Cité du Vatican a également été visitée par l'équipage du K XVII alors qu'il était à quai dans le port de Naples.
Le 4 avril 1935, les navires K XVII et K XVIII ont atteint leur nouveau port d'attache dans les Antilles néerlandaises, à savoir Surabaya. Ils y furent ajoutés à la 1re division sous-marine. Plus tard dans l'année, en octobre 1935, cette division participa à un exercice près de Surabaya. Une fois les exercices terminés, tous les bateaux ont été soumis à des opérations de maintenance, qui ont duré jusqu'au 24 février 1936. Immédiatement après la fin des périodes de maintenance sur tous les bateaux de la 1re division sous-marine, ils ont reçu l'ordre de faire partie d'une escadre de la marine. L'escadre devait effectuer un voyage d'exercice dans la partie ouest de la mer de Java, qui durerait jusqu'à la mi-mars, après quoi l'escadre changerait de cap pour se rendre dans le détroit de Makassar et passerait le reste du mois de mars à s'y entraîner. En avril, mai et juin, le K XVII, en tant que membre de la 1re division sous-marine, a effectué un voyage d'exercice dans la partie orientale de l'archipel indien.
D'octobre 1936 à juin 1937, le K XVII, et le reste de la , ont de nouveau fait partie d'une escadre de la marine. Cette fois, l'escadre s'est exercée pendant 8 mois avec des hydravions. Ces exercices ont eu lieu dans le détroit de Makassar et la mer de Java. Un an plus tard, en janvier 1938, la 1re division sous-marine, qui comprenait les sous-marins K XIV, K XIV, K XVI, K XVII et K XVIII, fut à nouveau ajoutée à une escadre de la marine pour des exercices. La K XVII servait cette fois-ci de navire amiral de la division sous-marine et était sous le commandement du LTZ 1 A. van Karnebeek, tandis que le LTZ 1 J.A. de Gelder commandait toute la 1re division sous-marine. Les exercices se déroulaient dans le détroit de Makassar et la mer de Java.
Le 6 septembre 1938, le K XVII a participé à une présentation de la flotte à Surabaya. Le spectacle a été organisé en l'honneur de la Reine Wilhelmina des Pays-Bas, qui a été chef de l'État pendant plus de 40 ans. Plus de vingt navires de la Marine royale néerlandaise et trois navires de la Marine gouvernementale ont participé à ce spectacle.

### Seconde Guerre mondiale
Lorsque l'Allemagne a déclaré la guerre aux Pays-Bas et a également commencé sa guerre contre d'autres nations d'Europe occidentale, la marine néerlandaise a donné l'ordre à tous les sous-marins des Indes orientales néerlandaises de protéger la colonie contre d'éventuelles attaques ou raids de croiseurs auxiliaires allemands ou italiens. En même temps, la marine néerlandaise observe aussi de près l'activité japonaise, surtout après la signature du pacte tripartite avec l'Italie et l'Allemagne, et le K XVII a pour mission principale de protéger les navires marchands contre les raids, soit en participant à des convois, soit en suivant de près les navires marchands. Par exemple, le 15 septembre 1940, le K XVII et le O 16 ont suivi le navire à vapeur Lematang et le pétrolier Olivia lors de leur voyage à Durban et à Lourenço Marques. Ils avaient l'ordre de garder les yeux ouverts pour les raiders allemands et de les attaquer s'ils étaient repérés. Fin septembre 1940, le K XVII a également protégé le navire à vapeur Salando de la compagnie Lloyd de Rotterdam lorsqu'il a traversé le détroit de Soenda pour atteindre sa destination, Durban.
En mars 1941, le K XVII, à côté des sous-marins K IX et K X, fut envoyé dans le détroit de Soenda en raison de l'« alerte Scheer ». Le alerte signifiait que le croiseur allemand Admiral Scheer avait été repéré. La marine néerlandaise pensait, sur la base de ses informations, que l'Admiral Scheer prévoyait de pénétrer dans l'océan Indien dans le but de couler les navires marchands alliés et de se diriger vers Surabaya. La marine néerlandaise se prépara donc à affronter éventuellement le croiseur allemand et à le couler. Les K IX, K X et K XVII reçurent l'ordre de patrouiller autour de Sabang. Cependant, le navire allemand ne pénétra pas dans l'océan Indien et les sous-marins purent donc reprendre leurs patrouilles normales.
En juin 1941, le K XVII a été envoyé au nord-ouest des Indes orientales néerlandaises avec d'autres navires, tels que le K XVIII et le O 16. On a signalé que des navires de guerre japonais accompagnaient des navires marchands en Asie du Sud-Est, et la marine néerlandaise a envoyé ses propres navires par précaution pour être prête à tout. Après cette mission, le K XVII a été envoyé à Surabaya pour son entretien semestriel. Fin juillet, il fut déclaré apte au service et fut remis en service.
Pendant la guerre, le K XVII a patrouillé dans la mer de Chine méridionale, au large de la Malaisie et dans le golfe du Siam. En sortant du golfe du Siam le 21 décembre 1941, il est entré dans un champ de mines japonais et a heurté une mine, puis a coulé. La totalité des 36 membres d'équipage décèdent dans le naufrage. Le même champ de mine coula le sous-marin HNLMS O 16.
Il existe plusieurs théories de conspiration concernant le K XVII et la façon dont le sous-marin aurait aperçu la flotte japonaise avant d'attaquer Pearl Harbor,,.

### Épave
Son épave a été localisée en 1978 à la position géographique de 3° 10′ N, 104° 12′ E.

## Commandants
- Luitenant ter zee 1e klasse (Lt.Cdr.) Pieter Andréa Mulock van der Vlies Bik du 2 janvier 1940 au 1er mars 1940
- Luitenant ter zee 2e klasse (Lt.) Adolf Hendrik Deketh du 1er mars 1940 au 14 février 1941
- Luitenant ter zee 1e klasse (Lt.Cdr.) Antonie Jacobus Bussemaker du 3 avril 1941 au 20 septembre 1941
- Luitenant ter zee 1e klasse (Lt.Cdr.) Henri Charles Besançon du 20 septembre 1941 au 21 décembre 1941